# 冠脉循环
冠脉循环（coronary circulation）即冠状血管循环，是心脏本身的血液供应系统，除毛细血管外，主要组成的冠状血管称为冠状动脉、冠状静脉，两者如花冠状缠绕心脏。

## 冠状动脉
冠状动脉属于动脉，在主动脉瓣附近从主动脉分支出来，并分为左冠状动脉（left coronary artery，LCA）、右冠状动脉（right coronary artery，RCA）。 
左冠状动脉在其分支处 10-25mm后分出回旋支（left circumflex artery，LCX）和前降支（left anterior descending，LAD）。后者在左右心室间延伸至心尖。分支之前被称为左主干（left main artery，LM）。左冠状动脉保证心脏前壁和侧壁的心肌供血。
右冠状动脉起源于主动脉瓣的右冠瓣，有一主分支——后室间支（Ramus interventricularis posterior，RIVP）。在一般解剖构造下，由右冠状动脉提供右室、右房、左室部分、后壁、窦房结、房室结之血流。

### 分布类型
若左冠状动脉提供后壁和结的供血，则被称为「左优势型」，相反则被称为「右优势型」，正常情况被称为「均衡型」。
约50 %的人是均衡型；在此解剖构造下，左冠状动脉支配：
- 左心房
- 左心室的心肌
- 室间隔的大部分
- 右心室的前壁部分

而右冠状动脉支配：
- 右心房
- 右心室的心肌
- 室间隔的后部
- 窦房结
- 房室结
- 部分左心室

## 冠状静脉
冠状静脉主要有冠状窦（开口于右心房），心前静脉和心最小静脉。冠状窦主要属支有：心大静脉，心中静脉和心小静脉。

## 疾病
- 冠状动脉性心脏病：冠状动脉是终动脉，没有代偿支。若发生堵塞，即心肌梗塞，血管所支配的区域会坏死。若冠状血管损坏，被称为冠状动脉性心脏病 (CHD)。
- 冠状血管炎
- 栓塞

## 冠狀動脈阻塞治療
當冠狀動脈出現阻塞、影響心臟正常搏動時，就必須進行手術。冠狀動脈氣球擴張術(balloon angioplasty)，由桡动脉或股动脉放入導管沿著血管向上一直到冠狀動脈阻塞處，再將氣球撐開藉以擴張被堵塞的血管。但手術後又會經常發生再度狹窄，因此有時會使用圓柱狀支架來協助血管保持通暢。如果阻塞的情形非常的嚴重，就必須進行冠狀動脈血管繞道（coronary artery bypass graft，CABG）的手術。

## 相關
- 右冠狀動脈血管（英语：Right coronary artery）
- 左冠狀動脈血管
- 冠狀動脈疾病